# Чемпионат мира по шорт-треку 2005
Чемпионат мира по шорт-треку 2005 года проходил 9-11 марта в Пекине (Китай).

## Общий медальный зачёт
| Место | Страна           | Золото | Серебро | Бронза | Всего |
| ----- | ---------------- | ------ | ------- | ------ | ----- |
| 1     | Республика Корея | 5      | 5       | 3      | 13    |
| 2     | Канада           | 3      | 2       | 1      | 6     |
| 3     | Китай            | 1      | 2       | 4      | 7     |
| 4     | США              | 1      | 1       | 1      | 3     |
| 5     | Франция          | 0      | 0       | 1      | 1     |

## Медалисты
За первое место в дисциплине начислялось 34 очка, за второе — 21 очко, за третье — 13 очков, за четвёртое — 8 очков, за пятое — 5 очков, за шестое — 3 очка, за седьмое — 2 очка и за восьмое — 1 очко; очки начислялись лишь спортсменам, принявшим участие в финальных соревнованиях по соответствующей дисциплине. В суперфинале на дистанции 3000 м лидирующие после первого километра спортсмены получали 5 дополнительных очков. Затем очки складывались, и так определялся победитель в многоборье; эстафеты для определения победителей в многоборье не учитывались.

### Мужчины
| Дисциплина | Золото                                                                                  | Серебро                                                                             | Бронза                                                                |
| ---------- | --------------------------------------------------------------------------------------- | ----------------------------------------------------------------------------------- | --------------------------------------------------------------------- |
| Многоборье | Ан Хён Су Республика Корея                                                              | Аполо Антон Оно США                                                                 | Франсуа-Луи Трамбле Канада                                            |
| 500 м      | Франсуа-Луи Трамбле Канада                                                              | Шарль Амлен Канада                                                                  | Ан Хён Су Республика Корея                                            |
| 1000 м     | Аполо Антон Оно США                                                                     | Ан Хён Су Республика Корея                                                          | Ли Цзяцзюнь Китай                                                     |
| 1500 м     | Ан Хён Су Республика Корея                                                              | Франсуа-Луи Трамбле Канада                                                          | Ли Сын Хун Республика Корея                                           |
| 3000 м     | Аполо Антон Оно США                                                                     | Ан Хён Су Республика Корея                                                          | Ли Сын Хун Республика Корея                                           |
| Эстафета   | Канада · Шарль Амлен · Эрик Бедар · Франсуа-Луи Трамбле · Стив Робиллар · Матье Тюркотт | Республика Корея · Со Хо Джин · Сон Гён Тхэк · Ан Хён Су · Ли Сын Хун · Сон Джэ Кун | США · Алекс Изиковски · Джордан Мэлоун · Аполо Антон Оно · Шани Дэвис |

### Женщины
| Дисциплина | Золото                                                                                  | Серебро                                              | Бронза |
| ---------- | --------------------------------------------------------------------------------------- | ---------------------------------------------------- | --- |
| Многоборье | Чин Сон Ю Республика Корея                                                              | Чхве Ын Гён Республика Корея                         | Кан Юн Ми Республика Корея |
| 500 м      | Ян Ян (A) Китай                                                                         | Ван Мэн Китай                                        | Фу Тяньюй Китай |
| 1000 м     | Чхве Ын Гён Республика Корея                                                            | Чин Сон Ю Республика Корея                           | Ван Мэн Китай |
| 1500 м     | Чин Сон Ю Республика Корея                                                              | Кан Юн Ми Республика Корея                           | Ван Мэн Китай |
| 3000 м     | Кан Юн Ми Республика Корея                                                              | Чин Сон Ю Республика Корея                           | Чхве Ын Гён Республика Корея |
| Эстафета   | Канада · Таня Висент · Шанталь Севиньи · Калина Роберж · Аманда Оверленд · Аланна Краус | Китай · Ян Ян (A) · Ван Мэн · Фу Тяньюй · Чэн Сяолэй | Франция · Стефани Бувье · Миртиль Голлен · Селин Лекомпер · Чхве Мин Гён США · Эллисон Бэйвер · Бриджид Фаррелл · Карли Уилсон · Ким Хё Джон |